# Afton Chemical
Die Afton Chemical Corporation entwickelt und stellt Additive für Erdölprodukte her. Afton Chemical hat seinen Hauptsitz in Richmond, Virginia. Das weltweit tätige Unternehmen ist eine Tochtergesellschaft der NewMarket Corporation (NYSE).

## Geschichte
Afton Chemical wurde 1887 als Albemarle Paper Manufacturing in Richmond, VA gegründet. Im Jahr 1962 erwarb Albemarle Paper Co. die Ethyl Gasoline Corporation und übernahm den Namen. Die Ethyl Gasoline Corporation wurde 1923 von der Standard Oil Company of New Jersey und General Motors als  General Motors Chemical Corporation zur Vermarktung von Tetraethylblei als Antiklopfmittel gegründet und 1924 in Ethyl Gasoline Corporation umbenannt.
In den 1970er und 1990er Jahren wuchs das Unternehmen durch Zukäufe der Firmen Ethyl Amoco Petroleum Additives, Nippon Cooper und die Texaco Additives Company. 1984 wurde der Name in Ethyl Petroleum Additives, Inc. und 2004 in Afton Chemical Corporation, umbenannt. Im gleichen Jahr wurde Afton Chemical eine 100%ige Tochter der NewMarket Corporation, einer Unternehmensgruppe, die sich auf Spezialchemikalien spezialisiert hat. In den 2000er-Jahren expandiert das Unternehmen im asiatischen Raum mit Standorten in Shanghai, China, Tsukuba, Japan und Jurong Island und Singapur.

## Produkte
Afton Chemical ist in der Erdölindustrie tätig, mit dem Schwerpunkt in der Herstellung chemischer Additive für Antriebsstränge, Motoröl, Kraftstoff und industrielle Anwendungen. Afton Chemical Produkte sind vier unterschiedlichen strategischen Geschäftseinheiten zuzuordnen: Antriebsstrangadditive, Motoröladditive, Kraftstoffadditive,  und Additive für industrielle Anwendungen, etwa Schmierstoffadditive, Hydraulikschmierstoffe und Kühlschmierstoffe. Letzte Sparte kam 2010 durch die Übernahme von Polartech, einem Hersteller von Additiven für die Metallverarbeitung, zur Firma.

## Standorte
Afton Chemical hat Niederlassungen im Asien-Pazifik-Raum, in Europa, Indien, im Nahen Osten, in Lateinamerika und Nordamerika.  Das Unternehmen hat ein Technologiezentrum mit Sitz in Ashland, Virginia. Das Ashland Technical Center ist das Zentrum für F&E für fahrzeugbasierte Forschung für alle strategischen Geschäftsbereiche, die Automobiladditive für Motoröl, Kraftstoff, Getriebe und Achsen herstellen. Das Zentrum widmet sich der Forschung zu Haltbarkeit, Kraftstoffverbrauch, Emissionen und Neuproduktentwicklung.
Afton Chemical hat Werke in Belgien, England, Indien, Brasilien, China und in den Vereinigten Staaten von Amerika, ein Forschungslabor in Suzhou, China, und gab im Juli 2012 Pläne für den Bau einer neuen Produktionsstätte für Chemieadditive auf Jurong Island, Singapur, bekannt, die Ende 2015 in Betrieb genommen werden soll.